# Veřovice
Veřovice (německy Wernersdorf, Wernsdorf či Warnsdorf) je obec ležící v okrese Nový Jičín v Moravskoslezském kraji na severním úpatí Veřovických vrchů, zhruba 7 až 9 km západně od Frenštátu pod Radhoštěm a 13 km severovýchodně od Valašského Meziříčí. Obec leží zároveň na jižní hranici kraje se Zlínským krajem. V obci žije přibližně 2 000 obyvatel. Obec byla po většinu historie česká, katolická a nebyla přímou součástí jiné obce.

## Název
V nejstarším písemném dokladu z roku 1290 je vesnice jmenována německy Wernsdorf. To je zkrácený tvar původního Wernersdorf - "Wernerova ves". Německé osobní jméno Werner bylo do češtiny přejato jako Verníř, proto se v češtině vesnice nazývala Vernířovice nebo v místním nářečí Věrměřovice (tak v nejstarším českém dokladu z roku 1411). České jméno pak bylo zkráceno na Věřovice (v písemných dokladech se to objevilo až v 19. století), v roce 1924 byl ustaven tvar Veřovice.

## Historie

### Vznik obce
Nejstarší písemná zmínka o obci pochází z roku 1411, kdy Veřovice připadaly pánům z Kravař jako součást štramberského panství. V oné zmínce z roku 1411 je pojednáno o situaci, kdy Lacek I. z Kravař na Štramberce a Helfštýně pustil Veřovicím a dalším sousedním osadám tzv. odúmrť, tím se obce staly oficiální součástí Štramberského panství, čítajícího tehdy 16 vesnic. Na tomto latinském dokumentu se vyskytuje označení Wiernierzowicz.. Již před tímto aktem se jistý putující lokátor Werner se svou skupinou rozhodl usídlit na území dnešního katastru obce. Dle jména Wernera pak pochází i pojmenování obce. Historik Wolny tvrdí, že Veřovice mohly vzniknout již po roce 1312, kdy pánové z Kravař začali s moravskou expanzí a vedle získávání nových sídel zakládali i sídla nová.
S omezenou pravděpodobností lze říci, že osídlení na dnešním území obce existovalo ještě dříve. Jindřich z Příbora a ze Šorštějna vydal 7. října 1293 fojtu Hermanovi privilegium na vysázení vsi Lichnova, který je dnes severovýchodním sousedem obce. V tomto dokumentu bylo uvedeno, že obec Lichnov by měla vzniknout vymýcením části lesa, a to od potoka Lubina až do Wernyrzovských mezí, což by geograficky skutečně odpovídalo i dnešnímu rozdělení. Originál listiny se ale nedochoval. Existovalo potvrzení výsady Jindřicha z Příbora a Šorštejna z roku 1539, avšak i z něj existuje jen nedatovaný opis.
Veřovice vznikly jako lánová lesní ves s předpokladem vyššího počtu obyvatel, kteří se zapojí na vymýcení a zďáření hustého lesa, který tehdy hustě pokrýval území i široké okolí. Noví usedlíci na území obce byli osvobozeni od robot a dávek, po uplynutí této lhůty již však museli konat stanové povinnosti vůči panství. Největší práva měl od počátku založení obce fojt, jimž se jako první stal lokátor Werner.

### Nejstarší historie obce
Demografické složení obce bylo již od počátku složeno z Čechů. V nejbližším okolí obce se ale nacházela města i obce téměř ryze německá. Nejstarší dějiny obce se odráží v dějinách Štramberského panství, jehož součástí obec byla.
Roku 1434 vymírá celá fulnecko-novojická větev pánů z Kravař po meči. Štramberské panství tak v důsledku dědictví přechází na Ctibora z Cimburka. Panství po vymření kravařské větve oplývalo nejen rozsáhlými pozemky, ale i vysokými dluhy, a to již za vlády Ctibora. Ještě téhož roku Ctiborovi věřitelé prodávají štramberské panství včetně obce Veřovice Janu Puklicovi z Pozořic. Součástí této transakce jsou i osady Mořkov, Hodslavice, Rohlina (zaniklá osada u Hodslavic), Bludovice a Žilina u Nového Jičína.
Během puklického vlastnictví štramberského panství, do kteréhož Veřovice toho času spadaly, se kraji nadále nedařilo. Panovala zde bída a řádilo zde loupežnictví. 12. ledna 1437 získal štramberské panství od Jana Puklice z Pozořic dědictvím jeho syn a husitský hejtman Vilém Puklice z Pozořic, společně s bratrem Bočkem, který je do spoluvlády zapojen až v roce 1440. Po Vilémově smrti v roce 1441 panství spadá postupně na Bočka Puklice z Pozořic, a v letech 1463–1464 získává panství Vilémův synovec Burian Poklice z Pozořic, známý svými loupežnickými výpady po kraji, které zastavil až Jiří z Poděbrad. V roce 1471 bylo štramberské panství včetně Veřovic prodáno Burianem Jindřichu Černohorskému z Boskovic a jeho bratrům. Po Jindřichově smrti v roce 1478 bylo panství prodáno jeho pozůstalými bratry do rukou Beneše z Hustopečí.

### Raný novověk
V roce 1531 bylo štramberské panství i s Veřovicemi zakoupeno pány z Žerotína, konkrétně připadlo Bernardovi mladšímu z Žerotína a na Fulneku, čímž se stalo i součástí Jičínského panství. V tomto období se obecně zlepšují podmínky života v celém panství, roste odbyt i životní úroveň. Roku 1533 bylo toto panství rozděleno na Novojicko-Štramberské a Starojické, přičemž obec patřila do Novojicko-Štramberského. Roku 1558 prodává Jan z Žerotína panství novojičínským měšťanům. Veřovice tak nově nespadají pod panství Štramberku, ale Nového Jičína. Celé novojičínské panství bylo pod ochranou císaře Ferdinanda I. V roce 1585 postihuje panství morová epidemie a objevují se i první zmínky o čarodějnických proces. O přítomnosti čarodějnických procesů nejsou v obci, na rozdíl například od sousední obce Ženklava, žádné zmínky.

### Pobělohorské období
Po Bitvě na bílé hoře se na léta 1624 až 1773 se stává díky konfiskací celé Novojicko-štramberské panství vlastnictvím Olomouckých Jezuitů. Toto období je spojené s rekatolizací a Moravští Bratří, kteří byli usídlení i v místech původní katolické fary z Veřovic a celého panství odcházejí. Příliv německého obyvatelstva a jeho rozrůstající se sféra vlivu se na obci na rozdíl od mnoha ze sousedních obcí nepodepsala, a tak si Veřovice zachovaly ryze český ráz. Obec spadala pod Jezuity po celou dobu vlády řádu právě do roku 1773, kdy došlo k jeho zrušení za panovnické vlády Josefa II. V tomto roce bylo také město Nový Jičín propuštěno z poddanství a stává se svobodným municipálním městem. V roce 1778 přechází ze státní správy do správy šlechtické nadace v Olomouci, v listopadu téhož roku namísto toho do správy šlechtické nadace v Brně až do roku 1781, v kterém přešel Novojičínský velkostatek do majetku Tereziánské rytířské akademie ve Vídni jako nadační statek, kde setrval až do roku 1918.
Na sklonku 17. století se ve Veřovicích vyskytovalo 19 sedláků, 1 fojt, 9 zahradníků, 1 mlynář, 2 chalupníci, 24 domkařů a 1 kovář. Obecní fojt musel panství odvádět ročně 2 desetivědrové sudy vína. Veřovičtí osadníci robotovali u dvora, sedláci jezdívali pro panské dříví a vozívali potraviny a sklizeň do jezuitského konviktu. Tyto náklady obsahovaly například oves, telata, sádlo, vejce, koroptve či zajíce.
Z toho období jsou dochovány časté spory mezi veřovickými sedláky, hospodařícími v blízkosti panských luk a samotným panstvím. Předmětem sporů byl například zatoulaný a následně zabavovaný dobytek veřovických sedláků. Stížnosti na zabavování dobytku eskalovaly společnou stížností purkmistrů obcí Veřovic, Mořkova a Hodslavic ze dne 13.6.1741 Nadaci olomouckého jezuitského semináře.

### Dějiny po roce 1848
Celospolečenské změny, které přinesl revoluční rok 1848 se podepsaly na změně ve vedení obce. Těmi byli původně dědiční fojtové a jejich volení zástupci purkmistři společně s obecními přísedícími. Nově se od roku 1850 stává hlavou nové místní samosprávy; obecního úřadu volený starosta, 3 radní a 14 členy obecního výboru. Z hlediska vývoje samosprávy patřily Veřovice v letech 1850–1945 k politickému okresu Nový Jičín s výjimkami období Protektorátu Čechy a Morava. S prvnímu roky činnosti samosprávy obce jsou spojeny finanční problémy, příjmy obce byly tehdy složeny z výtěžku z obecního jmění, obecních dávek, pronájmů či prodeji dřeva z obecního lesa. I z tohoto období existuje evidence sporů Veřovických sedláků o správu a vlastnictví půdy s panstvím, které bylo způsobeno pronájmem půdy ze strany Velkostatku Nový Jičín Veřovickým sedlákům, avšak bez smluvního krytí, což způsobovalo mnoho rozepří. Těmto problémům se žurnalisticky věnoval i Jakub Arbes v Národních listech.

### Období světových válek

#### 1. Světová válka
28. července 1914 s vyhlášení mobilizace muselo do armády narukovat více než 300 místních mužů, a to většinově do 100. pěšího pluku s velitelstvím a shromáždištěm v Těšíně. 60 z nich na frontách padlo. Přibližně 15 z mužů vstoupilo do Československých legií. Ve 100. pěším pluku generála Moritze von Steinsberg bojovali vojáci z obci v letech 1914–1916 jako součást desáté pěší brigády prvního armádního sboru na východní ruské frontě a poté v letech 1917–1918 na italské frontě. V roce 1914 přijelo do obce 40 ruských zajatců a přibližně 150 polských uprchlíků od Přemyšle, ti pobývali v místních domcích 1 rok. 13. října 1916 byly z místního kostely sundány zvony a cínové píšťaly varhan pro vojenské účely. U příležitosti vyhlášení republiky 28. října 1918, a také konce války, byla na obecním prostranství zasazena lípa svobody.

#### Protektorát Čechy a Morava a 2. Světová válka
Veřovice se v kontextu událostí Mnichovské dohody staly severní hraniční obcí, Německu tedy nepřipadly, s výjimkou severní část obce, sousedící s katastrem německé obce Ženklava. 10. října 1938 dorazilo do vesnice okupační vojsko. Veřovice byly původně zabrány z větší části, po sérii jednání však byla hranice upravena, a to postupně 17. a 23. listopadu 1938. 3. listopadu 1938 byl ve Veřovicích zřízeny český celní úřad a četnická stanice. Se zřízením Protektorátu Čechy a Morava byl přerušen provoz na železniční trati Veřovice-Štramberk a ve vesnici se začínají objevovat první německé jednotky.
V období let 1940–1945 bylo 42 osob z obce vězněno a mučeno v koncentračních táborech, 13 z nich bylo popraveno nebo zemřelo. Vzhledem k tehdejšímu demografickému složení obce, nikoliv z etnických důvodů, ale z důvodů odbojové činnosti, častokrát spojené s partyzánskými jednotkami, které sídlily v úseku Veřovických vrchů.

##### Partyzání na území obce
V lesním katastru obce působila aktivně na úpatí Velkého Javorníku Partyzánská skupina Štramberk, a to v roce 1943. Vzhledem k mnohý aktivitám skupiny Štramberk i dalších partyzánů byla rozkazem velitele pořádkové policie Kurta Daluege z 11. prosince 1944 zřízena v katastru obce v části Padolí: Policejní škola pro boj proti bandám II, a byla pod vedením Heinze Opitze, který v první polovině roku 1945 cvičil posádky ke specializovanému boji s partyzány .V prostředí Veřovických vrchů vedle toho sídlila výsadkem od března do května 1945 i Zpravodajský skupina Javor, vyslaná 4. ukrajinským frontem pod velením Karola Kopálka.

##### Osvobození
Veřovice byly osvobozeny 6. května 1945 v brzkých ranních hodinách Rudou armádou, v katastru hřbitova byl pohřeb jeden sovětský voják, který padl v boji svedeném v katastru obce. Ústup německých jednotek, který probíhal již týden před osvobozením obce, ztěžovaly místní partyzánské jednotky. Toto vyvrcholilo atentátem partyzánské skupiny Javor ve spolupráci s veřovickými železničáři na německý evakuační vlak na trati mezi Veřovicemi a Mořkovem ze dne 3. května 1945.

## Obecní správa a politika

### Zastupitelstvo obce a starosta

Obecní úřad vybudovaný v roce 2018

Základním orgánem obce je zastupitelstvo obce, které obec samostatně spravuje. Od činnosti zastupitelstva jsou další obecní orgány odvozeny. Zastupitelstvo obce volí starostu obce a další členy obecní rady. Do činnosti místního zastupitelstva spadá odpovědnost za dodržování plánu rozvoje obce a hospodaření s obecním majetkem. Zastupitelstvo je voleno v obecných, rovných, přímých a tajných volbách na principu poměrného zastoupení a to na období 4 let. 
Obec má 13členné zastupitelstvo, složené z příslušníků stran ČSSD – 6 členů, a dvou hnutí nezávislých kandidátů: Naše Veřovice se 4 členy, a Nezávislí pro Veřovice se 3 členy. Starostou obce je Martin Fojtík (ČSSD) a místostarostou František Černoch (Nezávislí pro Veřovice). Od voleb do zastupitelstva v roce 2010 v obci pravidelně vítězí ČSSD.

### Symboly obce

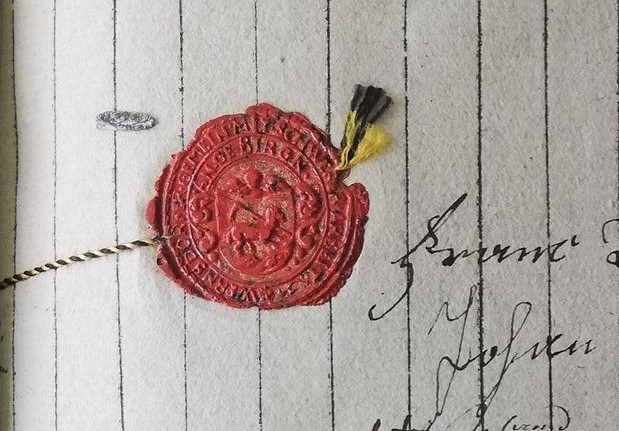
Původní pečeť obce Veřovice

Znak obce vychází téměř věrohodně z původní pečetní symboliky obce, dochované z roku 1749. Jedná se o upravené zobrazení historického Beránka božího s korouhví, umístěném na španělském štítu. Na dvouvrší kráčející beránek nese přes rameno zemědělský nástroj, přičemž jde pravděpodobně o motyku. Původní obecní pečeť nese vedle kráčejícího beránka na vrchní straně zhlížejícího anděla a německý text: "Wernsdorf Gemeinde. Angebirgn. Schwers Arbeit." To může být volně přeloženo jako:"Osada Veřovice. V horách. Těžká práce.".
Volba beránka odkazuje k pospolitosti, beskydskému původu i pastevecké činnosti. To podporuje i vybraná kombinace stříbrné a zelené barvy. Zemědělský nástroj je pak spojen s prací veřovického obyvatelstva na polích. Prapor obce využívá stejných symbolů i barevné kombinace, kdy je beránek s nástrojem umístěn na praporu s poměrem šířky k délce 2:3. Dvojice symbolů byla přiznána v roce 1998 tehdejším předsedou Parlamentu České republiky Milošem Zeman v Dekretu o udělení znaku a praporu obci Veřovice.

### Název obce
Veřovice získaly svůj název pravděpodobně dle svého zakladatele, lokátora Wernera. Samotný název obce zaznamenal v průběhu dějin velké proměny. K potvrzeným variacím názvu můžeme zmínit Wiernieřowicz, Wernsdorf, Wernyerzovicze, Wernsdorfium, Wernierzovicz, Wiermeřovicz, Weržowicze, Wežovice, Wegmiržowice, Věřovice, Vermiřovice či Veřmiřovice. Od názvu obce je pak odvozeno příjmení Veřmiřovský.

## Přírodní poměry

### Vodstvo

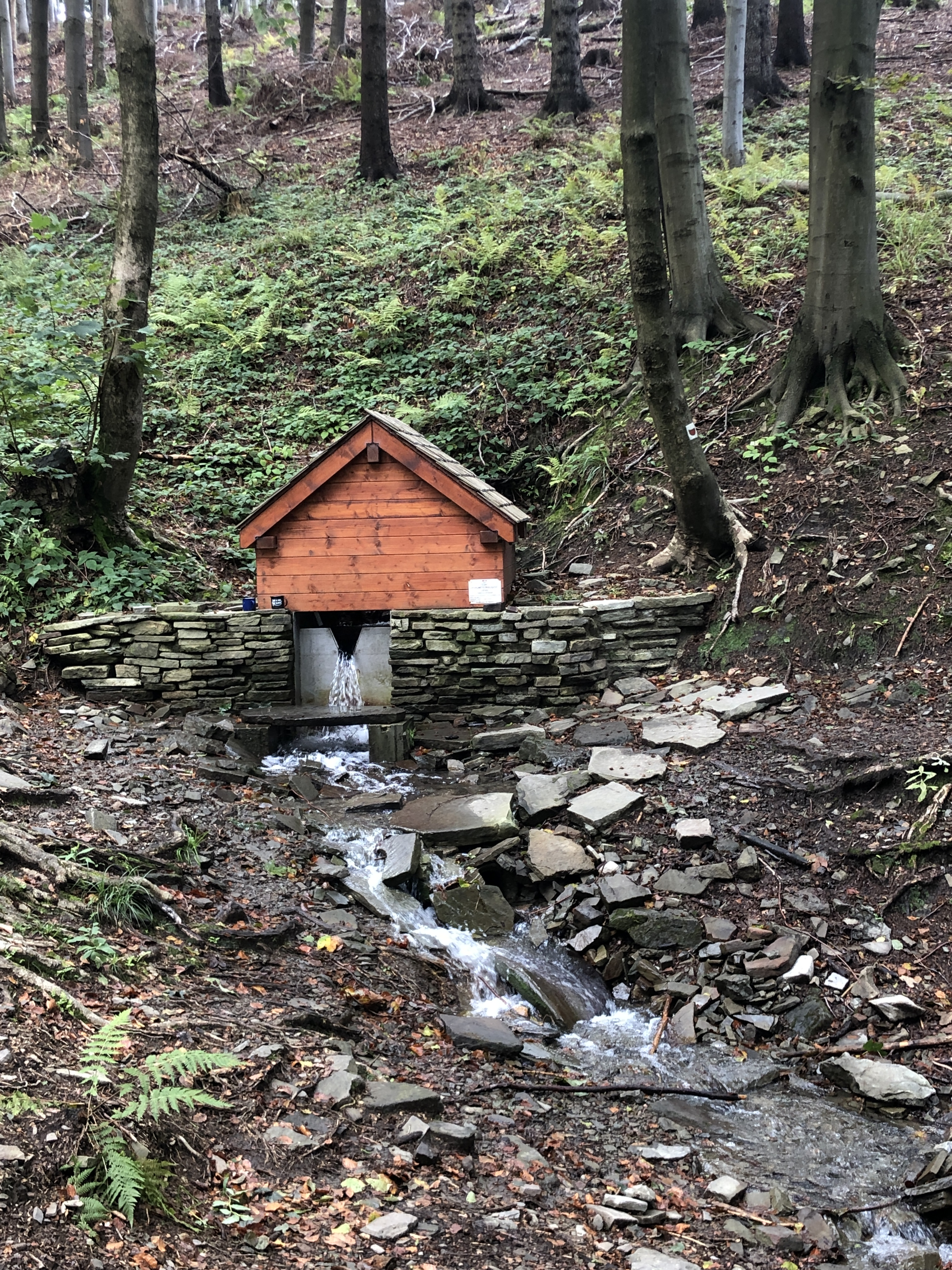
Pramen řeky Jičínky

Katastr obce náleží do povodí řeky Odry a v katastru obce je odvodňován dvojicí přítoků řeky Odry. Tato dvojice řek pramení v katastru obce a jsou jimi Jičínka (německy Titsch, lidově Tyč či Tyča, také Czika) a Sedlnice. Jičínka pramení na úpatí nejvyššího bodu obce Velkého Javorníku. Sedlnice pak v sedle mezi Štramberčíkem a úbočními svahy vrchu Na peklech. Jižní hranice katastru obce, probíhající hřebeny Veřovických vrchů je zároveň hranicí hranicí mezi povodím Odry a povodím Dunaje. Název obce se odráží v názvu Vermířovského potoka, který pramení v prostředí Veřovických vrchů, nicméně již v katastru Rožnova pod Radhoštěm, ten se dále vlévá do Dolní Bečvy.

### Geologické poměry
Katastr obce náleží geomorfologicky k systému Alpsko-himálajskému, subprovincie Západní Karpaty, oblasti Zápodobeskydské podhůří, na severu obce celku Podbeskydská pahorkatina a na jihu celku Moravskoslezské Beskydy. Severozápadní a severovýchodní části území se řadí k podcelku Štramberská vrchovina. Střední část katastru patří k podcelku Frenštátská brázda. Jižní část území pak k podcelku Radhošťská hornatina. 
Krajinný reliéf v obci je členitý, zejména v jižní části obce, kde se nachází vrcholy Velký Javorník, Kamenárka, Dlouhá a Krátká. Severní a střední části mají podhorský charakter se zvlněným terénem o nadmořské výšce v rozmezí 400–500 m n. m.
Název obce lze nalézt také v pojmenování „Veřovického souvrství“ nebo „Vrstvy veřovické“, archaicky také „Vrsty veřovské“, které náležely ke godulskému vývoji slezské jednotky. Jsou tvořeny černými, slabě písčitými jílovci a prachovci. V některých místních lokalitách je tento geologický úkaz stále dobře pozorovatelný. Jako první popsal Ludwig Hohenegger v roce 1858 Veřovické souvrství německy jako Wernsdorfer Schichten.
V katastru obce se nachází od roku 1999 chráněná přírodní památka Velký kámen v úbočí Velkého Javorníku. Jedná se o významný geomorfologický útvar, tvořený rozsáhlým skalním sesuvem vyvolaným svahovými deformacemi. Na 270 m dlouhou skalní stěnu zde navazuje hrubá balvanitá suť s přirozeným porostem. V lokalitě se vyskytuje silně ohrožený Oměj tuhý moravský .

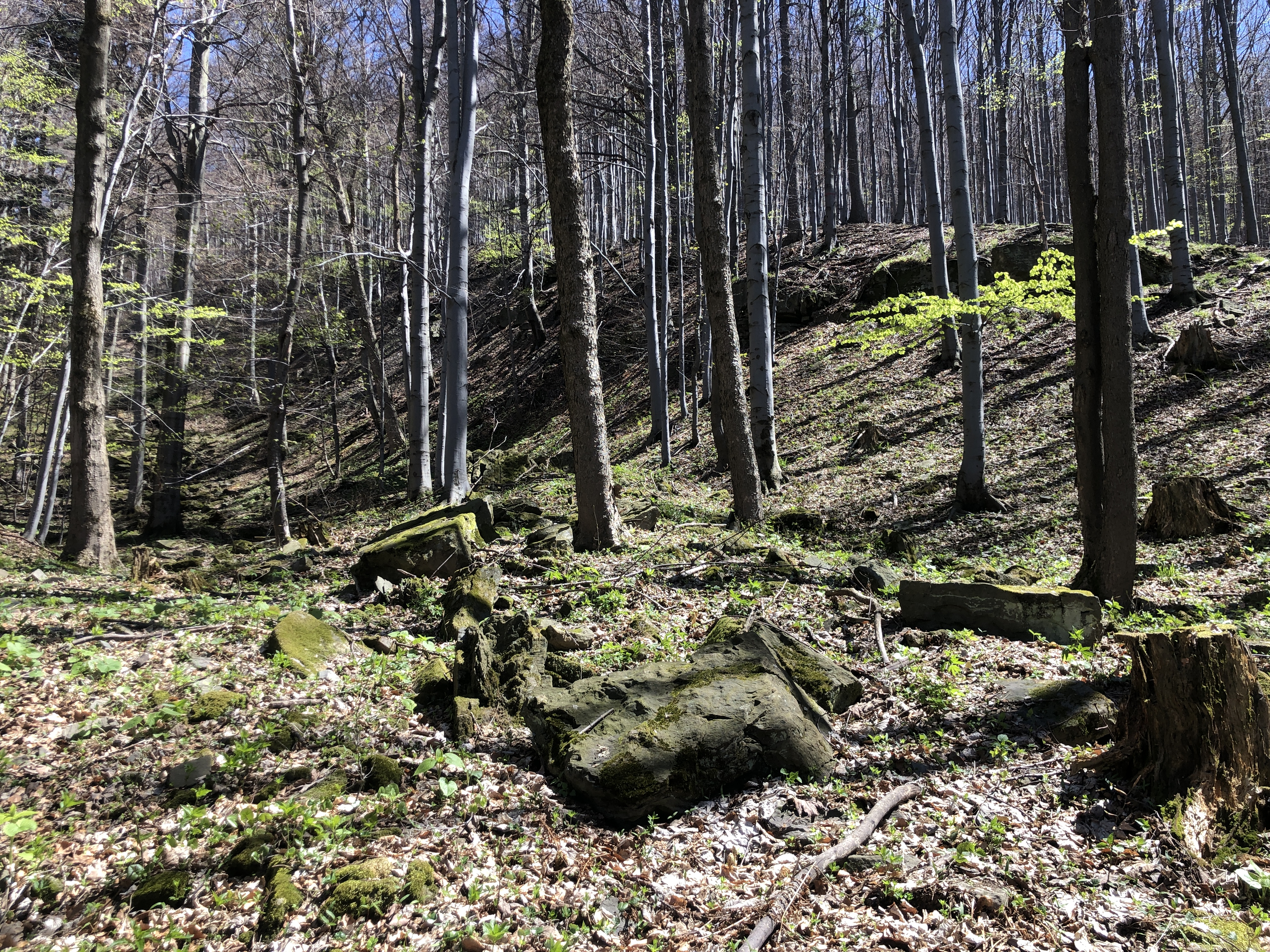
Velký kámen

### Klimatické podmínky
Severní část obce patří do mírně teplé klimatické oblasti MT 9. Jižní část obce i díky vyšším polohám patří do mírně teplé oblasti MT 2. Obec je charakteristická relativně vysokým ročním úhrnem srážek 800 mm ročně, což je způsobeno silně návětrnou polohou území v Podbeskydské pahorkatině. Obec v průběhu roku potká přibližně 40 ledových dnů a přibližně 110–130 dnů mrazových. Průměrná teplota v lednu je −4 °C. V červenci pak 17 °C.

## Demografie
| Rok            | 1668 | 1771 | 1793 | 1835  | 1850  | 1869 | 1880  | 1900  | 1910  | 1921  | 1930  | 1950  | 1961  | 1970  | 1980  | 1991  | 2001  | 2011  | 2017  | 2020  |
| -------------- | ---- | ---- | ---- | ----- | ----- | ---- | ----- | ----- | ----- | ----- | ----- | ----- | ----- | ----- | ----- | ----- | ----- | ----- | ----- | ----- |
| Počet obyvatel |      | 703  | 837  | 1 160 | 1 274 | 1349 | 1 366 | 1 574 | 1 606 | 1 555 | 1 650 | 1 643 | 1 848 | 1 949 | 1 872 | 1 874 | 1 942 | 1 953 | 2 000 | 1 986 |
| Počet domů     | 53   | 129  | 137  | 192   |       | 261  | 278   | 294   | 298   | 300   | 341   | 405   | 432   | 482   | 482   | 538   | 667   |       |       |       |

## Společnost a kultura

### Náboženství
Z roku 1437 v deskách zemských se objevuje první zmínka o katolické faře na území obce, ta ale v polovině 16. století zaniká, protože Moravští Bratři získali ve Veřovicích převahu a faru v roce 1560 obsadil. Ti zůstali na území obce až do počátku pobělohorského období, kdy v letech 1624–1626 v době protireformace byli Bratří vypuzení Jezuity, kteří území rekatolizovali . V tomto období jsou Veřovice různě přifařovány pod okolní města a obce, a to až do roku 1784, kdy se ve Veřovicích objevuje první lokální kaplan Otto Antonín Schindler, který přebírá místní farnost vyfařenou z Životic u Nového Jičína. V roce 1784 došlo ke zboření původního dřevěného kostela, a to z kapacitních důvodů. Původní dřevěný kostel byl nahrazen kostelem zděným s dřevěnou věží a vysvěcený Nanebevzetí Panny Marie. Ten byl však díky havarijnímu stavu v roce 1852 zbořen, a na místo něj byl vystaven kostel nový a zděný, opět vysvěcený 28. června 1858 Nanebevzetí Panny Marie, který stojí po mnoha dostavbách v obci dodnes. Evangelíci byli v obci vždy v naprosté menšině asi v řádu desítek, avšak do 40. let 20. století měli v obci svůj hřbitov. Židů bylo ještě méně, a to v řádu nižších jednotek.
Římskokatolická farnost Veřovice je stále aktivní, a od roku 2006 pod správou pátera Miloslava Šmahlíka. Místní farnost spadá pod novojičínský děkanát, který je součástí ostravsko-opavské diecéze, provincie moravské. Při sčítání lidu v roce 2011 se k místní římskokatolické církvi hlásilo 25,2 % místních obyvatel, to je současně nejvíce zastoupeným náboženstvím. 
K roku 2011 se v obci hlásilo k Českobratrské církvi evangelické 0,25 % obyvatel, k Církvi čs. Husitské 0,1 % obyvatel. 10 % se k víře hlásilo, avšak bez příslušenství k určité církvi. 

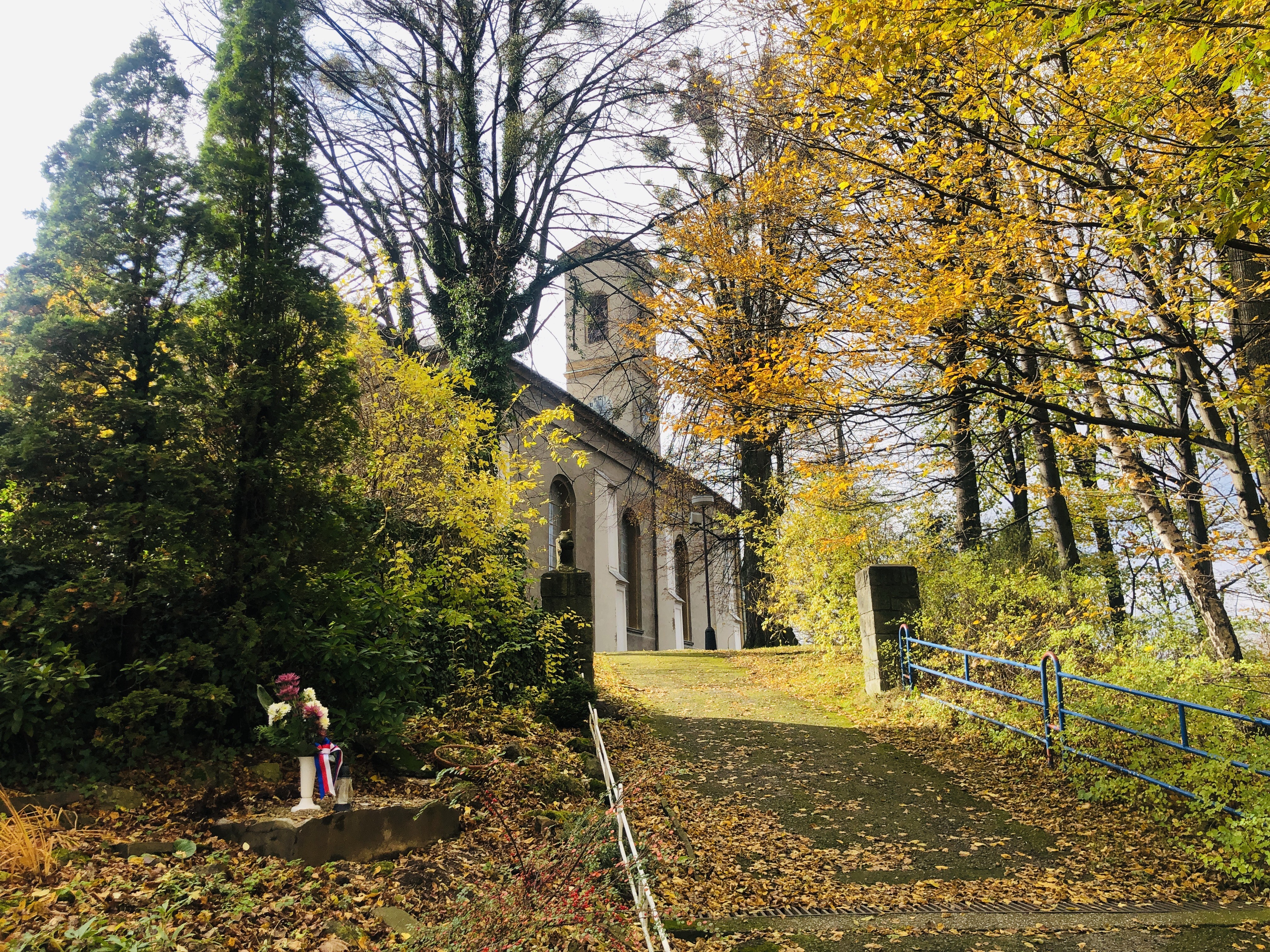
Kostel Nanebevzetí Panny Marie ve Veřovicích vybudovaný v letech 1852–54.

### Školství
Nejstarší zmínky o přítomnosti školy v obci se datují do roku 1788, kdy je zmiňována první, spíše provizorní škola v dřevěném domku. Do té doby existuje evidence o tom, že veřovické děti navštěvovaly katolickou školu v sousední obci Mořkov, která byla vybudována v roce 1672. Škola byla vzhledem k demografickému složení obce a náboženským poměrům česká a katolická. Roku 1792 byla vystavěna nová škola, která se po otevření školy následující stává chudobincem. V roce 1807 tuto školu navštěvovalo 112 žáků. 28. prosince 1877 je otevřena nová zděná škola, která dala základ té současné a jejíž náklady činily 11 000 zlatých, stavba započala v předchozím roce . Do původní jednotřídní školy tehdy nastoupilo 258 žáků a školu sužovaly nejen personální, ale i prostorové nedostatky. Hned v následujícím roce je škola rozšířena na dvojtřídní a v roce 1884 na trojtřídní. O 4 roky později na škole při počtu 255 žáků vyučují 4 učitelé včetně místního kněze Leopolda Zatloukala. V 90. letech 19. století vzniká v obci i obecní knihovna, která funguje dodnes. V roce 1904 prochází škola prvním velkým rozšířením. V roce 1930 je škola již šestitřídní a navštěvuje ji 250 dětí. Navazující studium na školách měšťanských poskytují školy v blízkých městech, například Štramberku nebo Frenštátu pod Radhoštěm.
Dnešní obecní škola je devítitřídní, bez dalšího dělení způsobeného vyšším počtem žáku. Formálně je její součástí i mateřská škola. Dohromady tato instituce disponuje téměř 30 pedagogickými pracovníky, v naprosté většině ženami. Její kapacita je 250 žáků. Průměrný počet žáků na třídu se pohybuje kolem 18.

### Dialekt

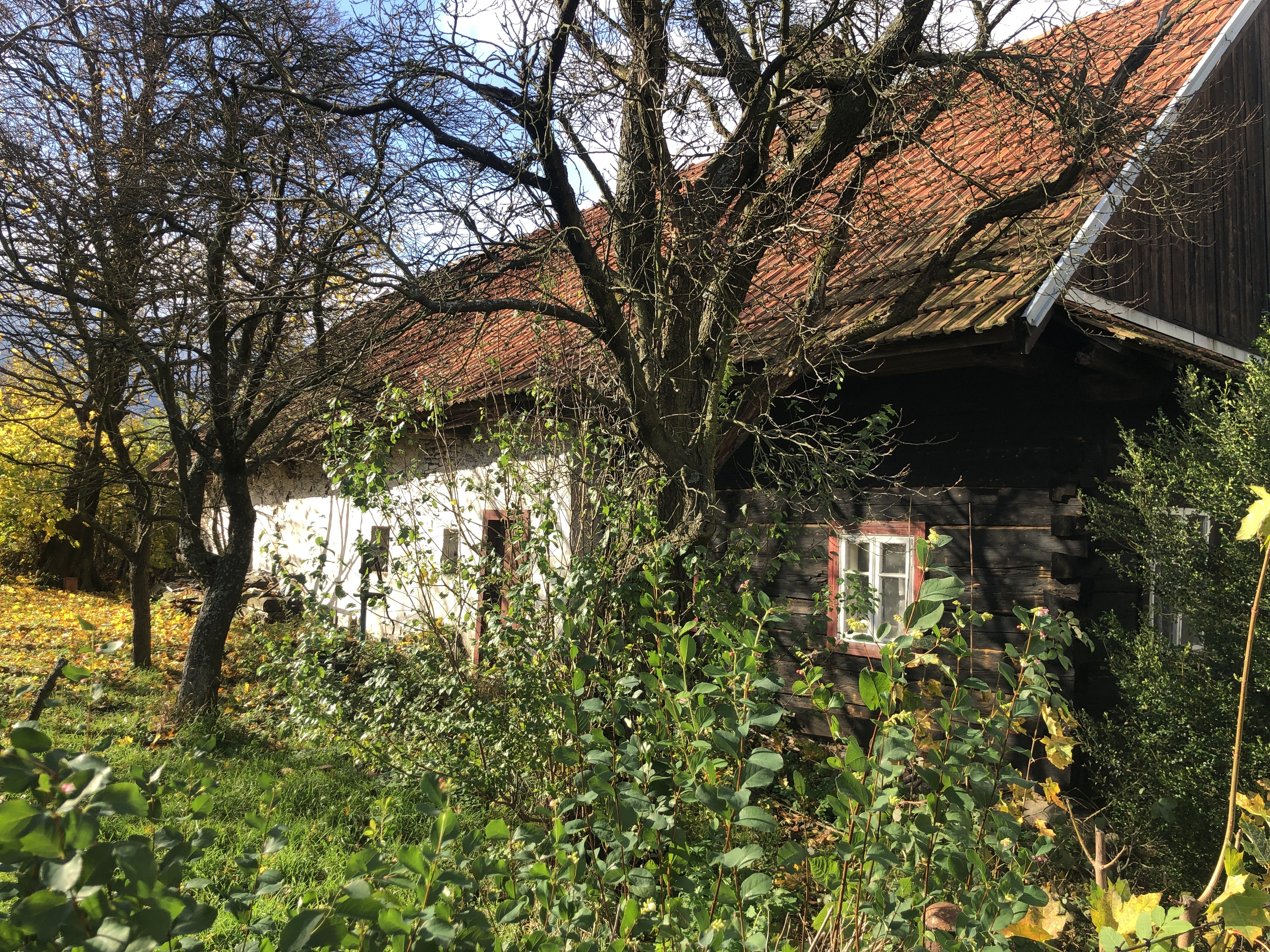
Veřovická chalupa s prvky valašské lidové architektury

Obec svým dialektem patří k severní (valašské) podskupině východomoravských nářečí (také moravskoslovenských), přičemž zároveň tvoří jeho severní skupinu. J. Skulina pak dále řadí Veřovice k nářeční variantě východní poloviny severního pomezí, kterou nazývá jako nářečí starojické či starojičinské. To pak dle dialektických specifik jednotlivých obcí dělí na varianty veřovickou, hodslavickou, bernartickou a mořkovskou. Díky své hraniční poloze je nářečí v obci ovlivněno i dialektem lašským a německým. Hned 2 ze sousedních obcí byly téměř čistě německé.
Obec byla v roce 1968 zapojena do nářečního výzkumu, kdy zde proběhl přímý terénní výzkum ÚJČ při Akademii věd ČR. Při tomto výzkumu byla analyzována mluva nejstarších občanů v obci. Výsledky tohoto výzkumu byly pak publikovány v Českém jazykovém atlasu.

### Sport
Historie zaštítěného sportu sahá do první poloviny 20. století, v tomto období vznikly v obci kulturně a sportovně orientované spolky; v roce 1918 Jednota Československého Orla a Tělocvičná jednota Sokol, v roce 1921 pak Dělnická tělocvičná jednota. V rámci DTJ pak vznikly a následně se osamostatnily stále existující sportovní kluby, prvními byly v roce 1932 fotbalové SK Veřovice, hrající od roku 1990 pod názvem AFC Veřovice, a v roce 1933 stále pod patronátem DTJ oddíl běžeckého a sjezdového lyžování, dnes Lyžařský klub Veřovice. V obci působil v rámci Tělovýchovné jednoty Veřovice v období totality i šachový oddíl a oddíl stolního tenisu. Rok 1971 přináší vznik dodnes trvajícího Kynologického klubu Veřovice. V období 60. lete v obci působil i hokejový oddíl, jehož působištěm byla nekrytá ledová plocha v blízkosti fotbalového hřiště. V roce 2018 pak vzniká Tenisový klub Veřovice.

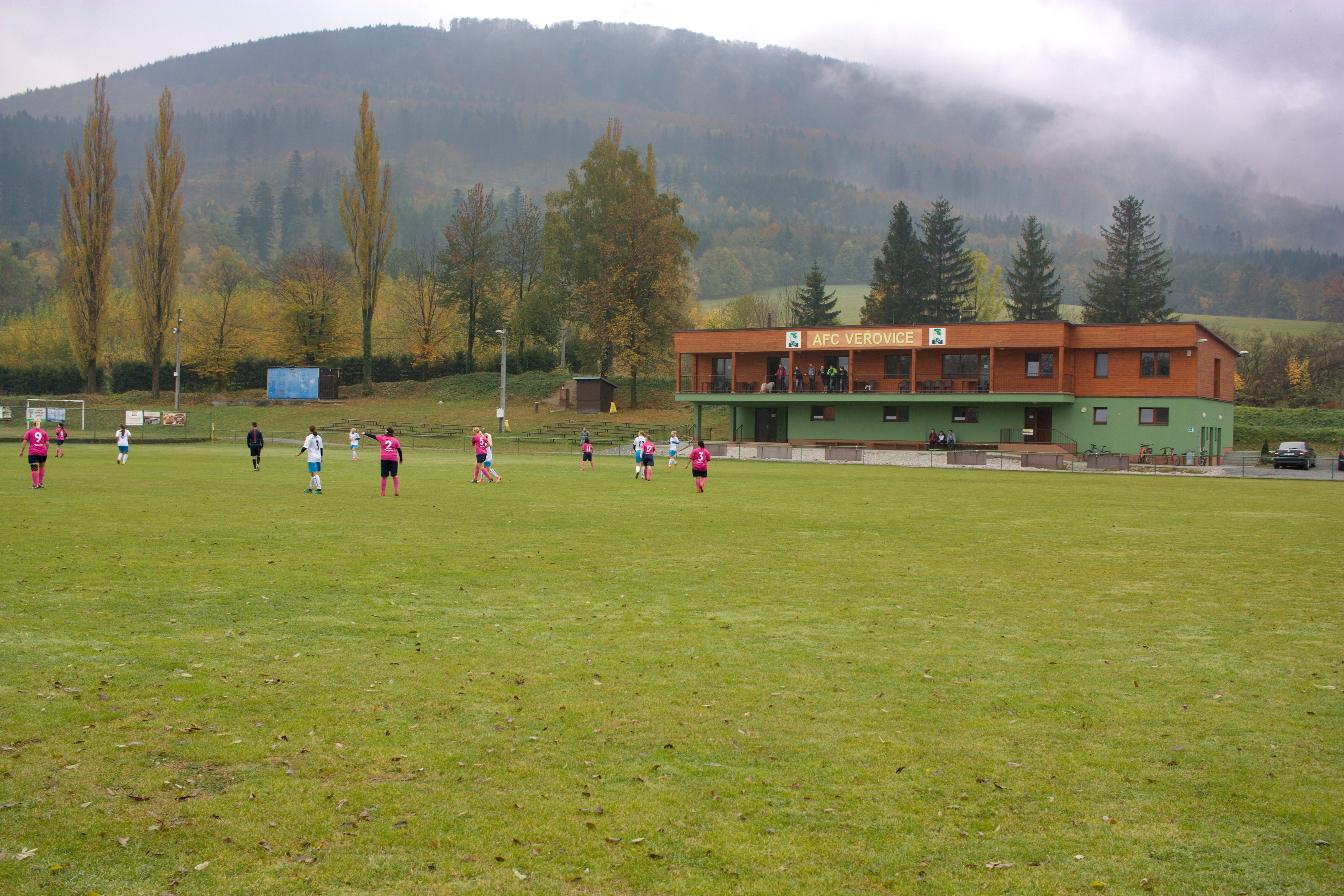
Fotbalový stadion Veřovice

Jednota Orel Veřovice pořádá každoročně na jaře běžecký závod v katastru obce s názvem Veřovická desítka. Lyžařský klub Veřovice v minulosti pořádal krajské závody v běžeckém lyžování, zřídka pak republikové závody, a to ve formě 2hodinnového maratonu či distančních tratí. Lyžařský klub Veřovice zároveň každoročně pořádá i běžecké závody s názvem Běh světlonohovými chodníčky s více než 15letou tradicí. V prvním desetiletí byl také pořádán cyklistický závod Alve MTB Veřovické vrchy. Obcí také vede trať tradičního mezinárodního běžeckého závodu Běh rodným krajem Emila Zátopka. Přítomný je i letový terén pro paraglidingové sporty se startovacími body na vrcholu Velkého Javorníku.  
Nejpopulárnějším sportem v obci je fotbal, zastřešen pod názvem AFC Veřovice, sdružující nejen mládežnické týmy, hrající okresní soutěže, ale i divizní ženský tým a mužstvo, které dlouhodobě působí v krajských soutěží Moravskoslezského kraje. Utkání mužstva se těší zpravidla návštěv v rozmezí 100–200 diváků na utkání.  
V okolí lyžařského areálu se nachází několik upravovaných okruhů pro běžecké lyžování a malá sjezdovka 133 m dlouhá s vlekem. Vedle toho zde ústí Beskydská magistrála 6, která je v zimních měsících také upravovanou trasou pro běžecké lyžování. Velký Javorník je zároveň výchozím bodem pro paraglidingové sporty. Místní letový terén v roce 2011 hostil VI. FAI Mistrovství světa v paraglidingu v přesnosti přistání. V obci dále můžeme nalézt umělou i antukovou plochu pro hraní tenisu, krytou halu i fotbalové hřiště.  

## Turistický ruch

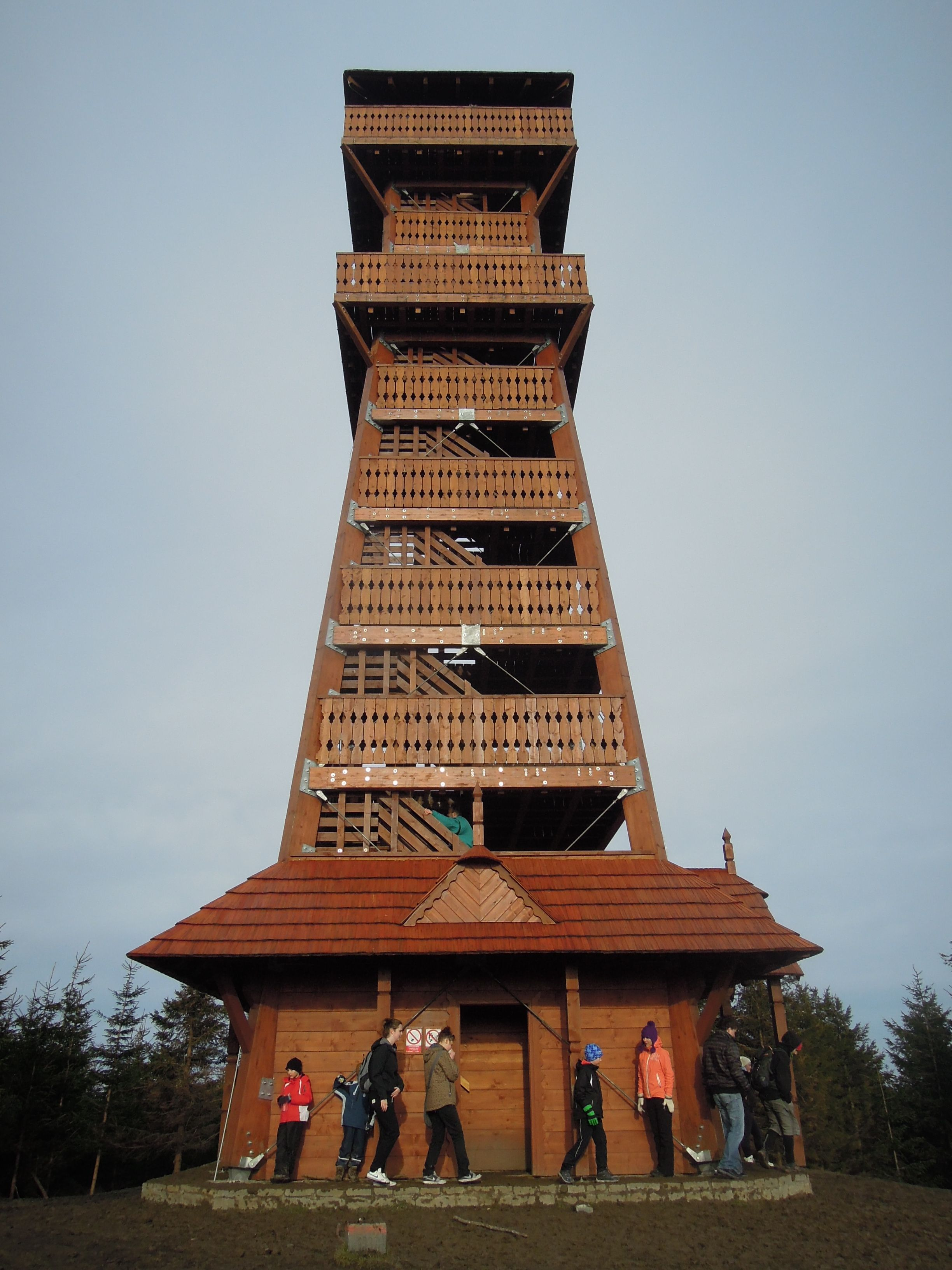
Rozhledna na Velkém Javorníku

Vztyčným turistickým bodem obce je nejvyšší hora v katastru obce Velký Javorník s nadmořskou výškou 918 m n. m. s rozhlednou, otevřenou v srpnu 2013 a turistickou chatou, vybudovanou v letech 1934–1935. Turistická chata je otevřená celoročně, oproti dřívější době ale již neposkytuje ubytování. Velký Javorník je v roce 2020 jedním z nejnavštěvovanějších vrcholů Moravskoslezských Beskyd. O turistickém ruchu na Velkém Javorníku jsou známy zmínky již z 19. století, kdy zde vedla více značených turistických tras. Katastr Velkého Javorníku spadal v období monarchie do správy Vojenské tereziánské akademie ve Vídni stejně jako okolní lesy, v roce 1895 zde byla vybudována první chata a patřila olomouckému arcibiskupovi Theodoru Kohnovi, který ji v roce 1897 poskytl Pohorské jednotě Radhošť. Původní chata v roce 1915 na neštěstí vyhořela. V roce 1934 byla zároveň postavena první rozhledna, která zároveň a primárně sloužila jako triangulační bod. V roce 1967 byla díky havarijnímu stavu zbořena a vrch zůstal do roku 2013 bez rozhledny.
Velmi hustou síť turistických tras různých obtížností můžeme najít takřka napříč Veřovickými vrchy, které ve srovnání s návštěvou Velkého Javorníku navštěvuje jen velmi nízké procento návštěvníků.
V současné době je v obci několik subjektů poskytujících ubytování. Obec díky své výhodné poloze slouží jako výchozí bod pro cesty po Valašsku a Lašsku.

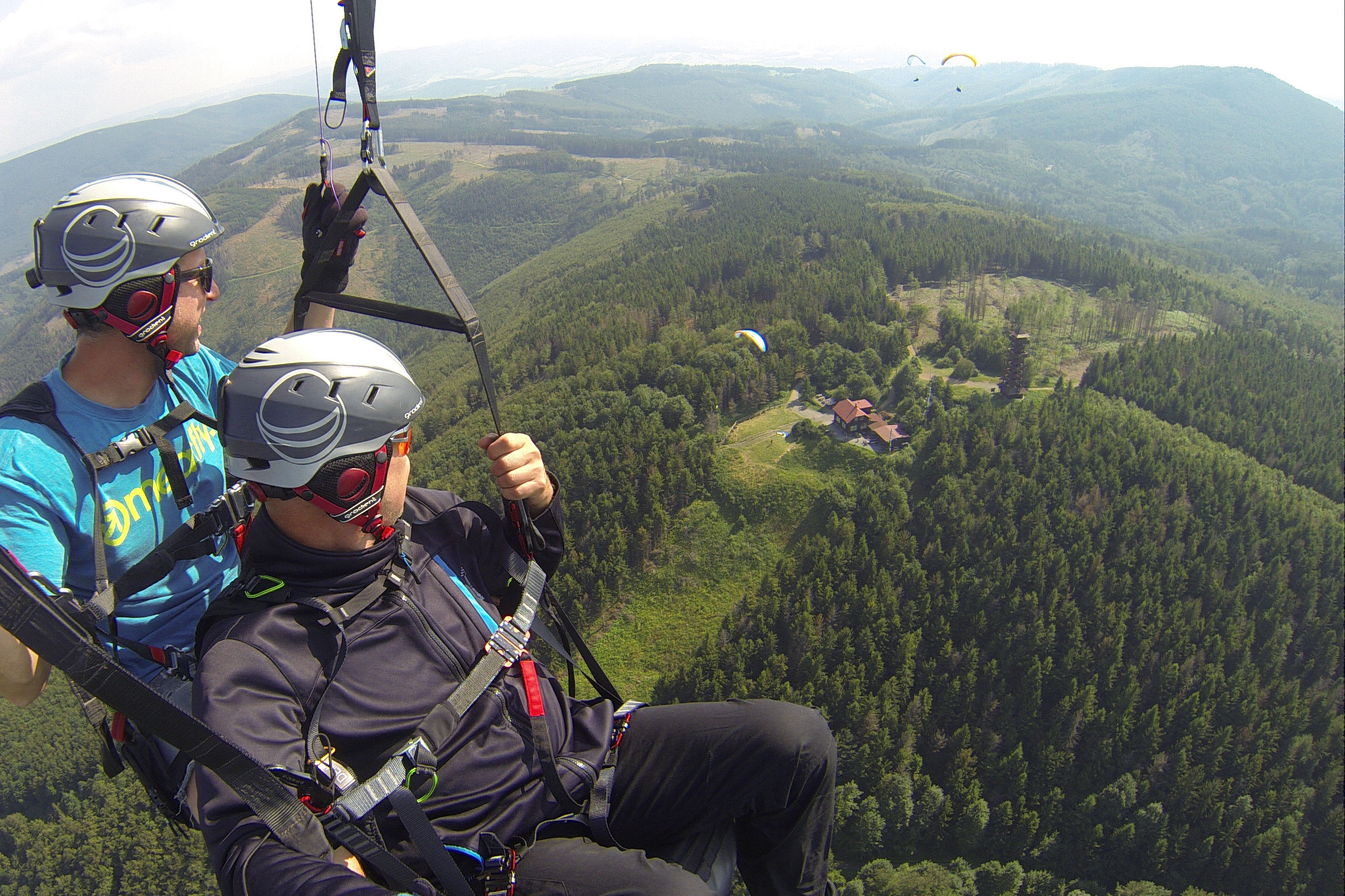
Letecký pohled na Velký Javorník (918 m)

## Doprava
Na území obce se nachází již od roku 1887 funkční železniční stanice, kdy byla vybudováno u příležitosti stavby železnice vedoucí z Bystřice pod Hostýnem do Frýdlantu n. O., kde se pak napojila na trať do Ostravy. V roce 1896 pak byla přistavena i druhá dráha, vedoucí z Veřovic do Štramberku, která se pak napojila na trať vedoucí ze Štramberku do Studénky. Dnes stanice leží u neelektrizovaných kolejních tratí, které navazují na trati původní. Veřovická železniční stanice tak leží na křižovatce tratí 323 Valašské Meziříčí-Ostrava, a 325 Veřovice-Studénka. Samotná budova se po své rekonstrukci dostala několikrát mezi finalisty soutěže Nejkrásnější nádraží roku. 
Obcí také prochází asfaltová pozemní komunikace č. 483 vedoucí z Hodslavic do Čeladné. Z té v západní části obce ústí silnice č. 480 vedoucí z Veřovic do Kopřivnice.  

Katastrem obce, respektive hřebeny pohoří Veřovických vrchů prochází cyklotrasa číslo 6016, vedoucí z Rožnova pod Radhoštěm na Pustevny.

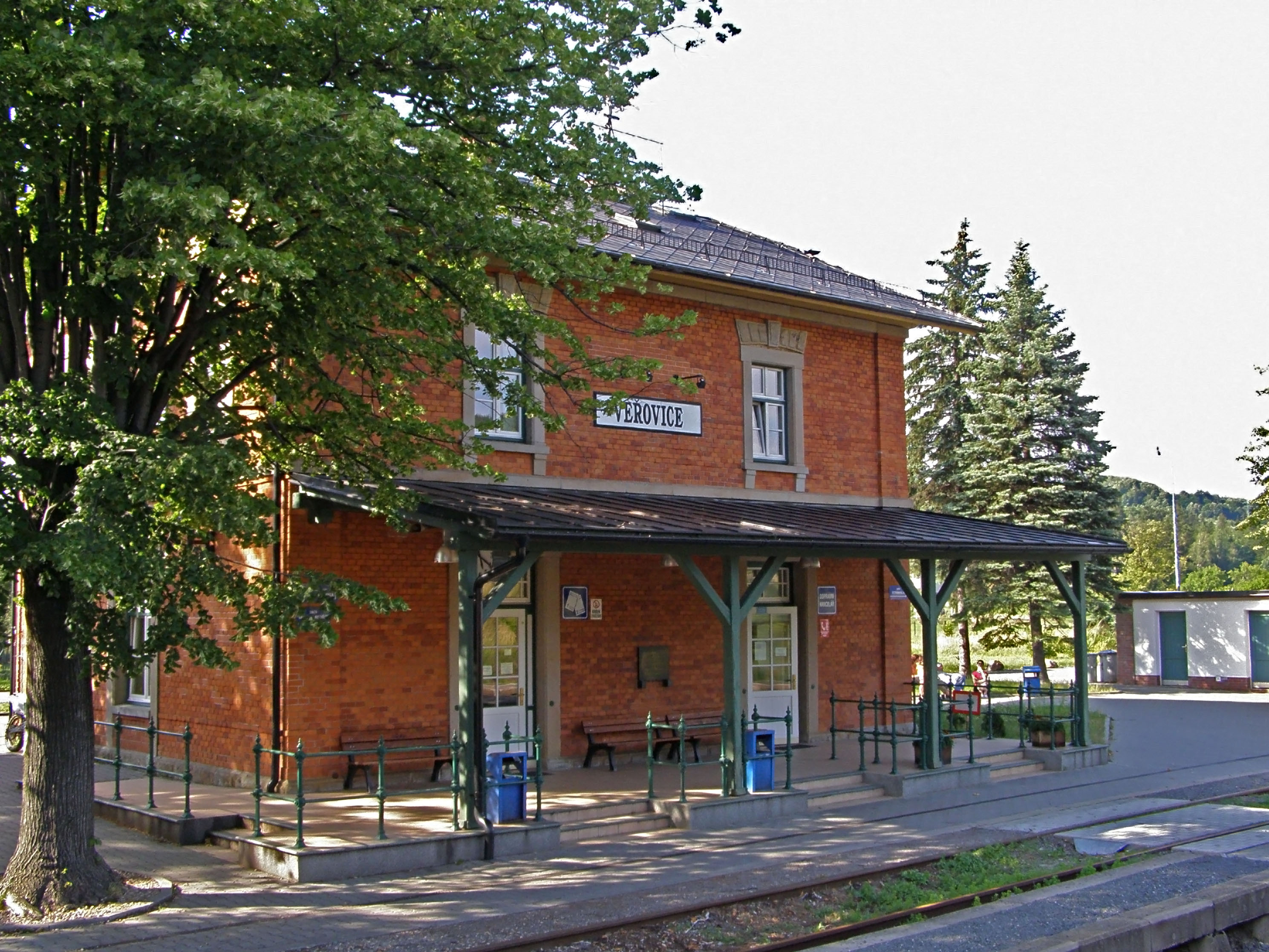
Nádraží Veřovice z roku 1887

## Partnerské obce
- Lampertswalde – Partnerství navázáno nejprve mezi fotbalovými kluby SV Lampertswalde a AFC Veřovice v roce 1981.
- Hendungen – Partnerství navázáno roku 1996 původně jako spolupráce dechových hudeb z obou vesnic.

V rámci dvojice partnerství probíhá vzájemné navštěvování nejen mezi sportovci a hudebníky v činnostech jim typických, ale i mezi jednotlivými rodinami. Typickým časem oslav a vzájemných návštěv jsou oslavy u příležitosti Dne obce.

## Osobnosti vyrůstající v obci
- Tereza Dočkalová, herečka
- Vladimír Tomšík, ekonoma diplomat
- Otokar Balcar, religionista, teolog, kněz, profesor filozofie a teologie
- Vincent Beseda, profesor stomatologie na Lékařské fakultě Univerzity Komenského v Bratislavě
- Oldřich Černoch, operní pěvec
- Rudolf Hykl, politik a diplomat
- Jan Bartoň, reprezentant ČR v běhu na lyžích